# 金鐘獎綜合節目獎得獎列表
金鐘獎綜合節目獎為金鐘獎於2007年至2016年間頒發的獎項。2017年起，與行腳節目獎合併為生活風格節目獎。

## 歷屆得獎暨入圍名單

### 綜合節目獎（第42屆～第51屆）
| 年度 | 得獎電視作品                                       | 其他入圍作品 |
| ---- | -------------------------------------------------- | --- |
| 2007 | 《繽紛台灣再發現》 大麥影像傳播工作室              | 《反騙特勤組》／財團法人公共電視文化事業基金會 《沈春華LIFE秀》／中天電視股份有限公司 《佛國之旅》／人間電視股份有限公司 《瀨上剛in台灣》／衛星娛樂傳播股份有限公司                                       |
| 2008 | 《銀髮熟年－孫越和他的老朋友們》 大好傳播有限公司  | 《MIT台灣誌》／中國電視事業股份有限公司 《台灣客翻天》／客家電視台 《草地狀元》／三立電視股份有限公司 《瘋台灣》／新加坡商全球紀實有限公司台灣分公司                                                      |
| 2009 | 《冒險王》 三立電視股份有限公司                    | 《大愛人物誌》／財團法人慈濟傳播人文志業基金會 《中國大體驗》／東森電視事業股份有限公司 《草地狀元》／三立電視股份有限公司 《型男大主廚》／庫立馬媒體科技股份有限公司                                     |
| 2010 | 《文茜的世界周報》 中天電視股份有限公司            | 《台灣真善美》／飛凡傳播股份有限公司 《青春練習曲》／德宇製作有限公司 《爸媽囧很大》／財團法人公共電視文化事業基金會 《龐銚敲敲門》／新加坡商全球紀實有限公司台灣分公司                                   |
| 2011 | 《文茜的世界財經周報》 中天電視股份有限公司        | 《WTO姐妹會》／八大電視股份有限公司 《爸媽囧很大》／財團法人公共電視文化事業基金會 《消失的國界》／三立電視股份有限公司 《聽聽看》／財團法人公共電視文化事業基金會                                        |
| 2012 | 《誰來晚餐3+1》 財團法人公共電視文化事業基金會     | 《爸媽囧很大》／財團法人公共電視文化事業基金會 《喇就放輕鬆》／原住民族電視台 《嬌媽媽廚房》／壹傳媒電視廣播股份有限公司 《聽聽看》／財團法人公共電視文化事業基金會                                       |
| 2013 | 《爸媽冏很大》 財團法人公共電視文化事業基金會      | 《WTO姐妹會》／八大電視股份有限公司 《大愛醫生館》／大愛衛星電視股份有限公司 《好好吃食驗室》／財團法人公共電視文化事業基金會 《龐銚敲敲門3》／新加坡商全球紀實有限公司台灣分公司                         |
| 2014 | 《農夫與他的田》 財團法人慈濟傳播人文志業基金會    | 《ari ari一起回家吧》／財團法人原住民族文化事業基金會 《我在台灣 你好嗎》／財團法人原住民族文化事業基金會 《沒有黑板的社會課》／大逆光影音製作有限公司 《雙廚出任務》／新加坡商全球紀實有限公司台灣分公司 |
| 2015 | 《一字千金》 財團法人公共電視文化事業基金會        | 《沒有黑板的社會課》／大逆光影音製作有限公司 《爸媽囧很大》／財團法人公共電視文化事業基金會 《誰來晚餐》／財團法人公共電視文化事業基金會 《雙廚出任務第2季》／新加坡商全球紀實有限公司台灣分公司          |
| 2016 | 《跟著Dapin去旅行》 財團法人原住民族文化事業基金會 | 《一字千金》／財團法人公共電視文化事業基金會、全能製作股份有限公司 《我在臺灣，你好嗎？》／財團法人公共電視文化事業基金會 《客家熱點子》／客家電視台、動能意像製作有限公司                                |